# Galatasaray SK (piłka siatkowa kobiet)

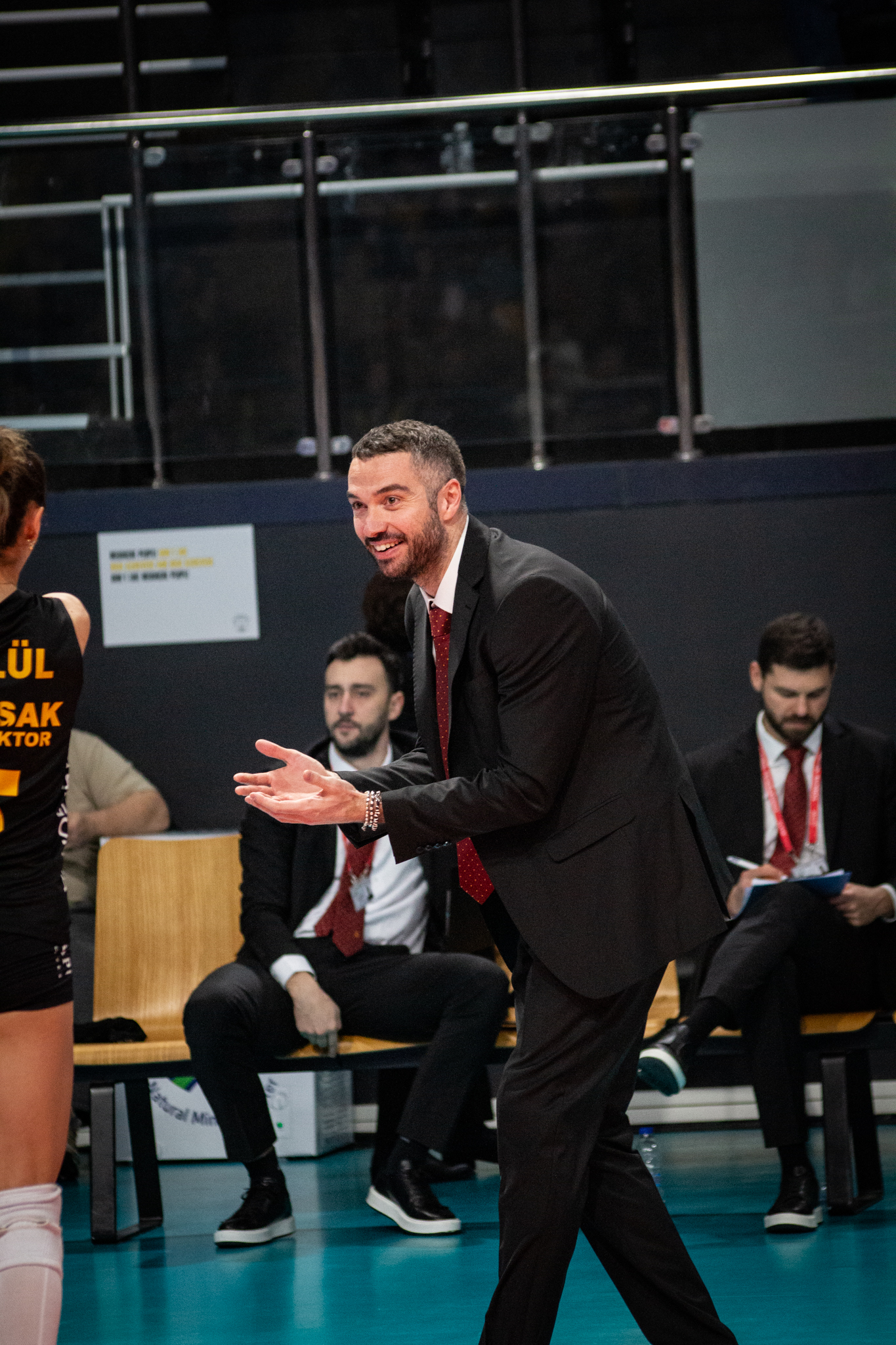
Alberto Bigarelli został trenerem Galatasaray Daikin Stambuł w trakcie sezonu 2024/2025

Galatasaray SK – żeński klub siatkarski z Turcji. Został utworzony w 1922 roku z siedzibą w Stambule.

## Nazwy klubu[2]
- 1922-2010 Galatasaray Stambuł
- 2010-2011 Galatasaray Medical Park Stambuł
- 2011-2012 Galatasaray Stambuł
- 2012-2016 Galatasaray Daikin Stambuł
- 2016-2019 Galatasaray Stambuł
- 2019-2023 Galatasaray HDI Sigorta Stambuł
- 2023- Galatasaray Daikin Stambuł

## Sukcesy
Puchar Turcji:
- 1960, 1961, 1962, 1963, 1964, 1966

Mistrzostwo Turcji:
- 1960, 1961, 1962, 1963, 1964, 1965, 1966, 1968
- 1988, 1989, 2017
- 1990, 2001, 2002, 2013

Puchar CEV:
- 2012, 2016, 2021
- 1997

Puchar Challenge:
- 2010

## Kadra zawodnicza

### Sezon 2025/2026[3]
| Nr                     | Imię i nazwisko        | Data ur.            | Wzrost | Pozycja      |
| ---------------------- | ---------------------- | ------------------- | ------ | ------------ |
| 2                      | İlkin Aydin            | 5 stycznia 2000     | 183    | przyjmująca  |
| 4                      | Britt Bongaerts        | 3 listopada 1996    | 185    | rozgrywająca |
| 5                      | Eylül Akarçeşme Yatgın | 1 października 1999 | 170    | libero       |
| 8                      | Yasemin Güveli         | 5 stycznia 1999     | 188    | środkowa     |
| 9                      | Eline Timmerman        | 30 grudnia 1998     | 191    | środkowa     |
| 10                     | Ayçin Akyol            | 15 czerwca 1999     | 188    | środkowa     |
| 14                     | Alexia Căruțașu        | 10 czerwca 2003     | 188    | atakująca    |
| Potwierdzone transfery |                        |                     |        |              |
|                        | Alexandra Frantti      | 3 marca 1996        | 185    | przyjmująca  |
|                        | Myriam Sylla           | 8 stycznia 1995     | 181    | przyjmująca  |
|                        | Kaja Grobelna          | 4 stycznia 1995     | 188    | atakująca    |
|                        | Martyna Łukasik        | 26 listopada 1999   | 190    | przyjmująca  |
|                        | Naz Aydemir Akyol      | 14 sierpnia 1990    | 186    | rozgrywająca |
|                        | Büşra Güneş            | 8 sierpnia 1997     | 190    | środkowa     |
|                        | Aslı Tecimer           | 12 maja 2000        | 179    | przyjmująca  |
|                        | Irem Nur Özsoy         | 13 czerwca 2003     | 160    | libero       |

### Sezon 2024/2025
| Nr | Imię i nazwisko        | Data ur.            | Wzrost | Pozycja      |
| -- | ---------------------- | ------------------- | ------ | ------------ |
| 2  | İlkin Aydin            | 5 stycznia 2000     | 183    | przyjmująca  |
| 4  | Britt Bongaerts        | 3 listopada 1996    | 185    | rozgrywająca |
| 5  | Eylül Akarçeşme Yatgın | 1 października 1999 | 170    | libero       |
| 6  | Sude Hacimustafaoğlu   | 25 marca 2002       | 180    | przyjmująca  |
| 7  | Ceylan Arısan          | 1 stycznia 1994     | 193    | środkowa     |
| 8  | Yasemin Güveli         | 5 stycznia 1999     | 188    | środkowa     |
| 9  | Eline Timmerman        | 30 grudnia 1998     | 191    | środkowa     |
| 10 | Ayçin Akyol            | 15 czerwca 1999     | 188    | środkowa     |
| 11 | Aslıhan Kılıç          | 21 kwietnia 1998    | 180    | rozgrywająca |
| 12 | Bihter Dumanoğlu       | 3 lutego 1995       | 175    | libero       |
| 14 | Alexia Căruțașu        | 10 czerwca 2003     | 188    | atakująca    |
| 16 | Yasemin Özel           | 13 maja 1998        | 184    | atakująca    |
| 24 | Katarina Dangubić      | 12 września 1999    | 182    | przyjmująca  |
| 27 | Ann Kalandadze         | 10 grudnia 1998     | 185    | przyjmująca  |

### Sezon 2023/2024

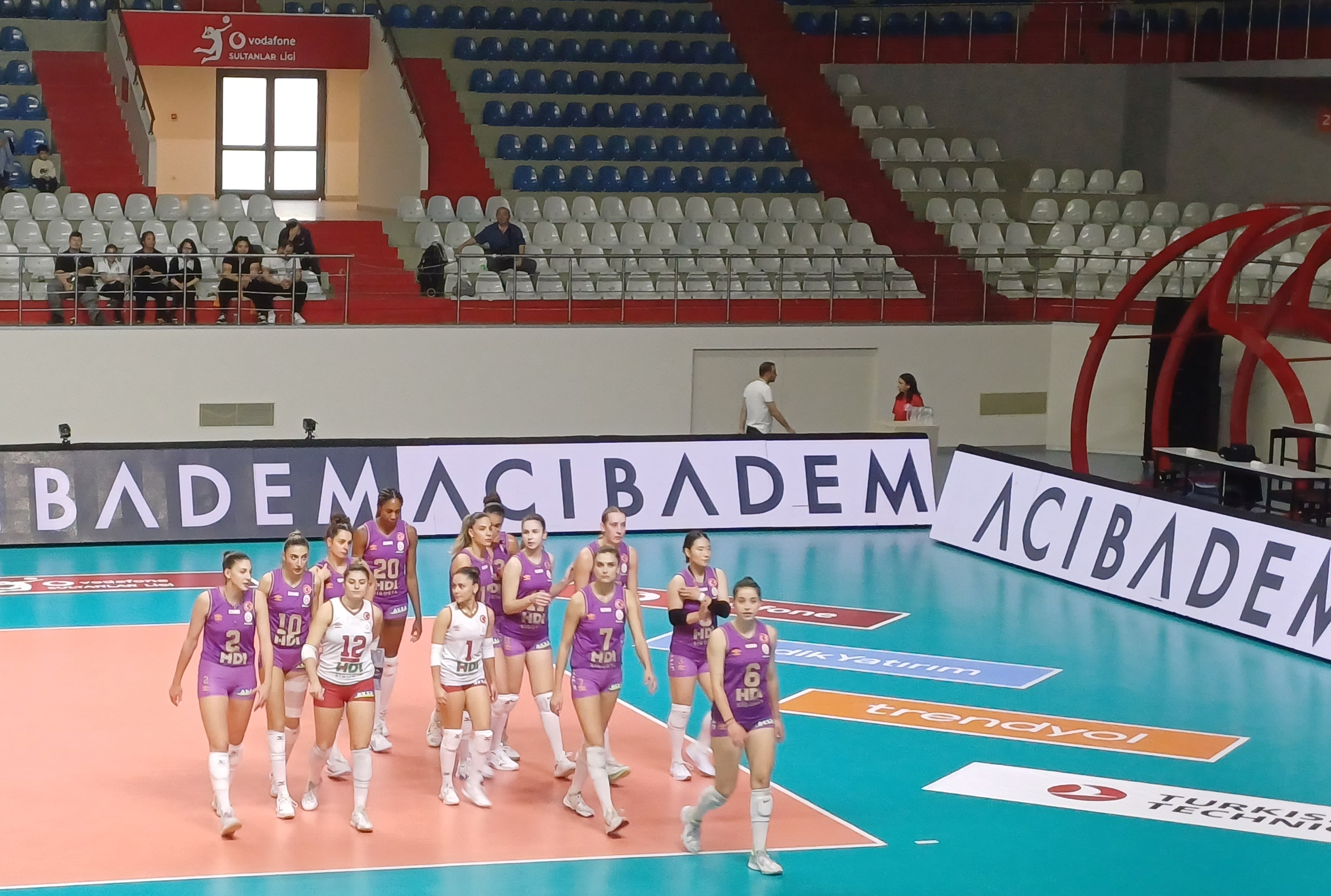
Zawodniczki Galatasaray Stambuł w sezonie 2023/2024

| Nr | Imię i nazwisko                  | Data ur.          | Wzrost | Pozycja               |
| -- | -------------------------------- | ----------------- | ------ | --------------------- |
| 1  | Selen Ursavaş                    | 15 kwietnia 2000  | 164    | libero                |
| 2  | İlkin Aydin                      | 5 stycznia 2000   | 183    | przyjmująca           |
| 3  | Kanami Tashiro                   | 25 marca 1991     | 176    | rozgrywająca          |
| 6  | Sude Hacimustafaoğlu             | 25 marca 2002     | 180    | przyjmująca           |
| 7  | Fatma Beyaz                      | 16 kwietnia 1995  | 186    | środkowa              |
| 8  | Elif Su Ericek                   | 16 grudnia 2002   | 183    | przyjmująca           |
| 9  | Emine Arıcı                      | 17 stycznia 1997  | 192    | środkowa              |
| 10 | Ayçin Akyol                      | 15 czerwca 1999   | 188    | środkowa              |
| 11 | Melisa Sazalan                   | 29 września 2006  | 187    | przyjmująca           |
| 12 | Bihter Dumanoğlu                 | 3 lutego 1995     | 175    | libero                |
| 14 | Özge Arslanalp                   | 28 stycznia 2004  | 170    | rozgrywająca          |
| 17 | Yağmur Karaoğlu                  | 21 sierpnia 2001  | 190    | atakująca             |
| 18 | Duygu Düzceler                   | 6 kwietnia 1990   | 177    | rozgrywająca          |
| 20 | Danielle Cuttino                 | 22 czerwca 1996   | 194    | atakująca             |
| 21 | Polina Szemanowa (do 31.01.2024) | 21 stycznia 2001  | 185    | przyjmująca           |
| 22 | Heather Gneiting                 | 12 maja 2000      | 200    | środkowa              |
| 24 | Katarina Lazović (od 31.01.2024) | 12 września 1999  | 182    | przyjmująca           |
| 33 | Logan Eggleston                  | 13 listopada 2000 | 185    | przyjmująca/atakująca |
| 77 | Arzum Tezcan                     | 6 kwietnia 1998   | 186    | rozgrywająca          |

### Sezon 2022/2023
| Nr | Imię i nazwisko                 | Data ur.          | Wzrost | Pozycja               |
| -- | ------------------------------- | ----------------- | ------ | --------------------- |
| 1  | Anti Wasilandonaki              | 9 kwietnia 1996   | 196    | przyjmująca/atakująca |
| 2  | İlkin Aydin                     | 5 stycznia 2000   | 183    | przyjmująca           |
| 3  | Gizem Güreşen (do 22.03.2023)   | 14 stycznia 1987  | 178    | libero                |
| 4  | Karmen Aksoy                    | 8 lipca 2003      | 190    | środkowa              |
| 5  | Mina Popović                    | 16 września 1994  | 187    | środkowa              |
| 6  | Sude Hacimustafaoğlu            | 25 marca 2002     | 180    | przyjmująca           |
| 7  | Fatma Beyaz                     | 16 kwietnia 1995  | 186    | środkowa              |
| 7  | Emine Arıcı (od 19.01.2023)     | 17 stycznia 1997  | 192    | środkowa              |
| 8  | Nazlı Eda Kafkas                | 16 listopada 2001 | 180    | rozgrywająca          |
| 10 | Ayçin Akyol                     | 15 czerwca 1999   | 188    | środkowa              |
| 11 | Gamze Kılıç                     | 1 stycznia 1993   | 179    | rozgrywająca          |
| 12 | Bihter Dumanoğlu                | 3 lutego 1995     | 175    | libero                |
| 14 | Özge Arslanalp                  | 28 stycznia 2004  | 170    | rozgrywająca          |
| 18 | Beren Yeşilırmak                | 1 czerwca 2005    | 177    | atakująca             |
| 22 | Katherine Bell (do 29.12.2022)  | 5 marca 1993      | 190    | atakująca             |
| 33 | Logan Eggleston (od 29.12.2022) | 13 listopada 2000 | 185    | przyjmująca/atakująca |
| 90 | Fulden Ural                     | 3 stycznia 1991   | 186    | przyjmująca           |

### Sezon 2021/2022
| Nr | Imię i nazwisko      | Data ur.             | Wzrost | Pozycja               |
| -- | -------------------- | -------------------- | ------ | --------------------- |
| 1  | Anti Wasilandonaki   | 9 kwietnia 1996      | 196    | przyjmująca/atakująca |
| 2  | İlkin Aydin          | 5 stycznia 2000      | 183    | przyjmująca           |
| 3  | Gizem Güreşen        | 14 stycznia 1987     | 178    | libero                |
| 4  | Beren Yeşilırmak     | 1 czerwca 2005       | 177    | atakująca             |
| 7  | Fatma Beyaz          | 16 kwietnia 1995     | 186    | środkowa              |
| 9  | Saša Planinšec       | 2 czerwca 1995       | 185    | środkowa              |
| 10 | Sude Hacimustafaoğlu | 25 marca 2002        | 180    | przyjmująca           |
| 11 | Nilay Özdemir        | 24 października 1985 | 179    | rozgrywająca          |
| 12 | Bihter Dumanoğlu     | 3 lutego 1995        | 175    | libero                |
| 13 | Zeynep Sude Demirel  | 27 listopada 2000    | 198    | środkowa              |
| 14 | Alexia Căruțașu      | 10 czerwca 2003      | 188    | atakująca             |
| 17 | Su Zent              | 25 marca 1996        | 185    | środkowa              |
| 18 | Gamze Kılıç          | 1 stycznia 1993      | 179    | rozgrywająca          |

### Sezon 2020/2021
| Nr | Imię i nazwisko                   | Data ur.             | Wzrost | Pozycja      |
| -- | --------------------------------- | -------------------- | ------ | ------------ |
| 2  | İlkin Aydin                       | 5 stycznia 2000      | 183    | przyjmująca  |
| 3  | Gizem Güreşen                     | 14 stycznia 1987     | 178    | libero       |
| 4  | Elif Su Eriçek                    | 16 lutego 2002       | 184    | przyjmująca  |
| 5  | Ergül Avcı                        | 24 lipca 1987        | 190    | środkowa     |
| 6  | Derya Çayırgan                    | 9 października 1987  | 168    | libero       |
| 7  | Çağla Akın                        | 19 stycznia 1995     | 178    | rozgrywająca |
| 8  | Selin Arıfoğlu                    | 18 sierpnia 1992     | 185    | środkowa     |
| 9  | Sezen Keşkekoğlu                  | 10 października 2001 | 183    | środkowa     |
| 10 | Güldeniz Paşaoğlu                 | 25 marca 1986        | 182    | przyjmująca  |
| 11 | Nilay Özdemir                     | 24 października 1985 | 179    | rozgrywająca |
| 13 | Ece Emrullah                      | 19 sierpnia 2002     | 185    | środkowa     |
| 14 | Tatjana Koszelewa (od 18.10.2020) | 23 grudnia 1988      | 191    | przyjmująca  |
| 15 | Çağla Salih                       | 5 kwietnia 2002      | 179    | rozgrywająca |
| 16 | Sude Hacimustafaoğlu              | 25 marca 2002        | 180    | przyjmująca  |
| 17 | Ołesia Rychluk                    | 11 grudnia 1987      | 194    | atakująca    |
| 18 | Beren Yeşilırmak                  | 1 czerwca 2005       | 180    | atakująca    |

### Sezon 2019/2020
| Nr | Imię i nazwisko    | Data ur.             | Wzrost | Pozycja      |
| -- | ------------------ | -------------------- | ------ | ------------ |
| 1  | Melike Yilmaz      | 19 stycznia 1995     | 186    | środkowa     |
| 2  | İlkin Aydin        | 5 stycznia 2000      | 183    | przyjmująca  |
| 3  | Gizem Karadayı     | 14 stycznia 1987     | 178    | libero       |
| 4  | Elif Su Eriçek     | 16 lutego 2002       | 184    | przyjmująca  |
| 5  | Anti Wasilandonaki | 9 kwietnia 1996      | 196    | przyjmująca  |
| 6  | Derya Çayırgan     | 9 października 1987  | 168    | libero       |
| 7  | Çağla Akın         | 19 stycznia 1995     | 178    | rozgrywająca |
| 8  | Cansu Çetin        | 21 maja 1993         | 183    | przyjmująca  |
| 9  | Aslı Kalaç         | 13 grudnia 1995      | 183    | środkowa     |
| 10 | Güldeniz Paşaoğlu  | 25 marca 1986        | 182    | przyjmująca  |
| 11 | Nilay Özdemir      | 24 października 1985 | 179    | rozgrywająca |
| 15 | Yvon Beliën        | 28 grudnia 1993      | 188    | środkowa     |
| 17 | Ołesia Rychluk     | 11 grudnia 1987      | 194    | atakująca    |

### Sezon 2018/2019
| Nr | Imię i nazwisko    | Data ur.          | Wzrost | Pozycja      |
| -- | ------------------ | ----------------- | ------ | ------------ |
| 1  | Melike Yilmaz      | 19 stycznia 1995  | 186    | środkowa     |
| 2  | İlkin Aydin        | 5 stycznia 2000   | 183    | przyjmująca  |
| 3  | Gizem Karadayı     | 14 stycznia 1987  | 178    | libero       |
| 6  | Charlotte Leys     | 18 marca 1989     | 184    | przyjmująca  |
| 7  | Çağla Akın         | 19 stycznia 1995  | 178    | rozgrywająca |
| 8  | Cansu Çetin        | 21 maja 1993      | 183    | przyjmująca  |
| 9  | Aslı Kalaç         | 13 grudnia 1995   | 183    | środkowa     |
| 10 | Hande Baladın      | 1 września 1997   | 189    | przyjmująca  |
| 11 | Buse Kayacan       | 15 lipca 1992     | 176    | libero       |
| 12 | Sinem Barut        | 12 kwietnia 1986  | 186    | środkowa     |
| 13 | Meryem Boz Çalık   | 3 lutego 1988     | 194    | atakująca    |
| 15 | Cursty Jackson     | 11 września 1990  | 187    | środkowa     |
| 17 | Nursevil Aydınlar  | 28 listopada 1995 | 187    | rozgrywająca |
| 19 | Sherridan Atkinson | 19 listopada 1996 | 198    | atakująca    |

### Sezon 2017/2018
| Nr | Imię i nazwisko                | Data ur.            | Wzrost | Pozycja      |
| -- | ------------------------------ | ------------------- | ------ | ------------ |
| 1  | Cansu Çetin                    | 21 maja 1993        | 183    | przyjmująca  |
| 2  | İlkin Aydin                    | 5 stycznia 2000     | 183    | przyjmująca  |
| 3  | Gizem Karadayı (od 06.12.2017) | 14 stycznia 1987    | 178    | libero       |
| 5  | Tatjana Koszelewa              | 23 grudnia 1988     | 191    | przyjmująca  |
| 6  | Mislina Kılıç                  | 30 marca 1996       | 189    | atakująca    |
| 7  | Seda Aslanyürek                | 25 czerwca 1986     | 192    | przyjmująca  |
| 8  | Sinead Jack                    | 8 listopada 1993    | 190    | środkowa     |
| 9  | Aslı Kalaç                     | 13 grudnia 1995     | 183    | środkowa     |
| 10 | Nursevil Aydınlar              | 28 listopada 1995   | 187    | rozgrywająca |
| 11 | Gamze Alikaya                  | 1 stycznia 1993     | 179    | rozgrywająca |
| 12 | Bihter Dumanoğlu               | 3 lutego 1995       | 175    | libero       |
| 13 | Buse Kayacan                   | 15 lipca 1992       | 176    | libero       |
| 14 | Christina Rusewa               | 1 października 1991 | 190    | środkowa     |
| 16 | Su Zent                        | 25 marca 1996       | 185    | środkowa     |
| 17 | Neslihan Demir                 | 9 grudnia 1983      | 187    | atakująca    |
| 18 | Dobriana Rabadżiewa            | 14 czerwca 1991     | 190    | przyjmująca  |

### Sezon 2016/2017
| Nr | Imię i nazwisko   | Data ur.            | Wzrost | Pozycja      |
| -- | ----------------- | ------------------- | ------ | ------------ |
| 1  | Sinead Jack       | 8 listopada 1993    | 190    | środkowa     |
| 2  | Ezgi Arslan       | 23 marca 1992       | 181    | przyjmująca  |
| 3  | Nihan Güneyligil  | 7 lutego 1982       | 172    | libero       |
| 4  | Işıl Öz           | 12 kwietnia 1998    | 176    | libero       |
| 5  | Ada Germen        | 24 czerwca 1997     | 182    | atakująca    |
| 6  | Charlotte Leys    | 18 marca 1989       | 184    | przyjmująca  |
| 7  | Seda Aslanyürek   | 25 czerwca 1986     | 192    | przyjmująca  |
| 8  | Su Zent           | 25 marca 1996       | 185    | środkowa     |
| 9  | Aslı Kalaç        | 13 grudnia 1995     | 183    | środkowa     |
| 10 | Güldeniz Paşaoğlu | 25 marca 1986       | 182    | przyjmująca  |
| 11 | Gamze Alikaya     | 1 stycznia 1993     | 179    | rozgrywająca |
| 13 | Nadia Centoni     | 19 czerwca 1981     | 185    | atakująca    |
| 14 | Christina Rusewa  | 1 października 1991 | 190    | środkowa     |
| 17 | Nursevil Aydınlar | 28 listopada 1995   | 187    | rozgrywająca |

### Sezon 2015/2016
- 1.  Cursty Jackson
- 2.  Ezgi Arslan
- 3.  Nihan Güneyligil
- 5.  Yağmur Mislina Kılıç
- 6.  Charlotte Leys
- 7.  Ada Germen
- 8.  Su Zent
- 9.  Aslı Kalaç
- 10.  Güldeniz Paşaoğlu
- 11.  Gamze Alikaya
- 12.  Bihter Dumanoğlu
- 13.  Nadia Centoni
- 17.  Nursevil Aydınlar

### Sezon 2014/2015
- 2.  Ada Germen
- 3.  Nihan Güneyligil
- 5.  Yağmur Mislina Kılıç
- 6.  Özge Nur Yurtdagülen
- 7.  Floortje Meijners
- 8.  Aslı Kalaç
- 9.  Caterina Bosetti
- 11.  Gamze Alikaya
- 12.  Bihter Dumanoğlu
- 13.  Nadia Centoni
- 14.  Ayşe Melis Gürkaynak
- 17.  Nursevil Aydınlar
- 18.  Ezgi Arslan

### Sezon 2013/2014
- 1.  Ergül Avcı
- 2.  Sinem Barut
- 3.  Nihan Güneyligil
- 5.  Dobriana Rabadżijewa
- 7.  Madelaynne Montaño
- 8.  Aslı Kalaç
- 9.  Stefana Veljković
- 10. Saori Kimura
- 11. Gamze Alikaya
- 12. Bihter Dumanoğlu
- 13. Neriman Özsoy
- 14. Eleonora Lo Bianco
- 17. Nursevil Aydınlar
- 18. Ezgi Arslan

### Sezon 2012/2013
- 2.  Sinem Barut
- 3.  Selime İlyasoğlu
- 5.  Yūko Sano
- 7.  Brižitka Molnar
- 8.  Nilay Konar
- 10. Necla Güçlü
- 11. Gamze Alikaya
- 12. Rosir Calderón Díaz
- 13. Neriman Özsoy
- 14. Eleonora Lo Bianco
- 17. Simona Gioli
- 18. Ezgi Arslan